# Черно-Море
Черно-Море (болг. Черно море) — бывшее село в Бургасской области Болгарии, в 2015 году вошло в состав города Бургас. Входит в состав общины Бургас. Находится примерно в 15 км к северу от центра города Бургас. По данным переписи населения 2011 года, в селе  проживал 2361 человек.

## Население
| Год     | 1965 | 1975 | 1985 | 1992 | 2001 | 2011 |
| ------- | ---- | ---- | ---- | ---- | ---- | ---- |
| Жителей | 3743 | 3145 | 2521 | 2447 | 2353 | 2361 |

| Национальность  | Человек | Процент |
| --------------- | ------- | ------- |
| болгары         | 1739    | 88,91%  |
| турки           | 146     | 7,46%   |
| цыгане          | 31      | 1,58%   |
| другие          | 28      | 1,43%   |
| не определились | 12      | 0,61%   |
| Всего ответов   | 1956    |         |

|  |